# Osmia titusi
Osmia titusi är en biart som beskrevs av Cockerell 1905. Osmia titusi ingår i släktet murarbin, och familjen buksamlarbin. Inga underarter finns listade i Catalogue of Life.